# Bâlois
Le bâlois (en bâlois : Baaseldytsch, Baseldytsch ou Baseldütsch ; en allemand : Baseldeutsch) est un dialecte bas-alémanique parlé principalement dans le canton de Bâle-Ville.
Il est réputé être le dialecte suisse-allemand le plus proche de l'allemand.